# Andrzej Ogonowski (karateka)
Andrzej Ogonowski (ur. 1974, zm. 23 listopada 2020) – polski zawodnik Kyokushin karate, reprezentant kraju.
Pracował jako funkcjonariusz Straży Miejskiej w Rudzie Śląskiej. Brył także członkiem Ochotniczej Straży Pożarnej w Rudzie Śląskiej. Jako zawodnik Kyokushin karate był wychowankiem Rudzkiego Klubu Kyokushin Karate. Był reprezentantem Polski. W 2016 wywalczył tytuł Mistrza Europy w wadze ciężkiej w kategorii + 40 lat na Mistrzostwach Europy w karate kyokushin, w Warnie w Bułgarii.